# Port lotniczy Mandalaj
Port lotniczy Mandalaj – międzynarodowy port lotniczy położony w Mandalaj, w Mjanmie. Jest drugim co do wielkości birmańskim portem lotniczym.

## Linie lotnicze i połączenia
- Air Bagan (Heho, Myitkyina, Nyaung-U, Tachilek, Rangun)
- Air Mandalay (Heho, Nyaung-U, Rangun)
- China Eastern Airlines (Kunming)
- Myanma Airways (Bhamo, Kalemyo, Kengtung, Khamti, Myitkyina, Pakokku, Tachilek, Rangun)
- Yangon Airways (Heho, Kengtung, Nyaung-U, Tachilek, Rangun)